# Медісон (округ, Кентуккі)
Шаблон:StateAbbr_ 37°43′ пн. ш. 84°17′ зх. д. / 37.72° пн. ш. 84.28° зх. д.
Округ  Медісон (англ. Madison County) — округ (графство) у штаті  Кентуккі, США. Ідентифікатор округу 21151.

## Історія
Округ утворений 1785 року.

## Демографія
За даними перепису 
2000 року 
загальне населення округу становило 70872 осіб, зокрема міського населення було 41779, а сільського — 29093.
Серед мешканців округу чоловіків було 34208, а жінок — 36664. В окрузі було 27152 домогосподарства, 18218 родин, які мешкали в 29595 будинках.
Середній розмір родини становив 2,9.
Віковий розподіл населення поданий у таблиці:
| Стать    | До 15 років | 15-21 | 22-29 | 30-39 | 40-49 | 50-65 | 65-85 | Понад 85 |
| -------- | ----------- | ----- | ----- | ----- | ----- | ----- | ----- | -------- |
| Чоловіки | 6691        | 4981  | 5515  | 5025  | 4499  | 4678  | 2603  | 216      |
| Жінки    | 6393        | 5835  | 5257  | 5142  | 4875  | 5048  | 3536  | 578      |

## Суміжні округи
- Файєтт — північ
- Кларк — північний схід
- Естілл — схід
- Джексон — південний схід
- Роккасл — південь
- Ґаррард — південний захід
- Джессамін — північний захід

## Виноски
1. ↑  U.S. Decennial Census. United States Census Bureau. Архів оригіналу за 26 квітня 2015. Процитовано 17 серпня 2014.
2. ↑  Historical Census Browser. University of Virginia Library. Архів оригіналу за 11 серпня 2012. Процитовано 17 серпня 2014.
3. ↑  Population of Counties by Decennial Census: 1900 to 1990. United States Census Bureau. Архів оригіналу за 13 жовтня 2014. Процитовано 17 серпня 2014.
4. ↑  Census 2000 PHC-T-4. Ranking Tables for Counties: 1990 and 2000 (PDF). United States Census Bureau. Архів оригіналу (PDF) за 18 грудня 2014. Процитовано 17 серпня 2014.
5. ↑  State & County QuickFacts. United States Census Bureau. Архів оригіналу за 7 червня 2011. Процитовано 6 березня 2014.(англ.) Наведено за англійською вікіпедією.
6. ↑  QuickFacts. Madison County, Kentucky. United States Census Bureau. Архів оригіналу за 2 лютого 2019. Процитовано 15 жовтня 2018.
7. ↑  American FactFinder. Бюро перепису населення США. Архів оригіналу за 26 лютого 2012. Процитовано 31 січня 2008.

| США | Це незавершена стаття з географії США. Ви можете допомогти проєкту, виправивши або дописавши її. |